# هاري هودجكينسون
هاري هودجكينسون (بالإنجليزية: Harry Hodgkinson)‏ (1 مارس 1862 ببورسلم في المملكة المتحدة - 11 أكتوبر 1945 في المملكة المتحدة) هو لاعب كرة قدم إنجليزي في مركز الوسط. لعب مع بورت فايل.